# استیو هالیدی
استیو هالیدی، (به انگلیسی: Steve Holliday) (زاده ۲۶ اکتبر ۱۹۵۶) کارآفرین، بازرگان و مدیر ارشد اجرایی بریتانیایی است، که در حال حاضر به‌عنوان مدیر عامل اجرایی شرکت نشنال گرید فعالیت می‌کند.